# Małgorzata Mesjasz
Małgorzata Mesjasz (* 12. Juni 1997 in Częstochowa) ist eine polnische Fußballspielerin. Sie steht bei AC Mailand unter Vertrag und spielt für die polnische Fußballnationalmannschaft.

## Karriere

### Vereine
Mesjasz begann ihre Karriere 2004 bei UKS Olimpijczyk Częstochowa, bevor sie sich 2014 dem 1. FC Katowice anschloss. Im Winter 2014/2015 wechselte sie zur ersten Mannschaft des Zweitligisten AZS PWSZ Wałbrzych, mit dem sie am Saisonende 2014/2015 als Aufsteiger in die Ekstraliga Kobiet feststand. Nach ihrer Debütsaison, die sie mit dem Team als Fünftplatzierter abschloss, folgten drei weitere erfolgreiche Spielzeiten, in der sie sich mit guten Leistungen für die A-Nationalmannschaft empfehlen konnte. Am 14. Juni 2019 unterschrieb Mesjasz einen Vertrag beim deutschen Bundesligisten 1. FFC Turbine Potsdam. 2022 wechselte sie zu AC Mailand.

### Nationalmannschaft
Seit 2018 spielt Mesjasz für die A-Nationalmannschaft ihres Landes und debütierte gegen die Nationalmannschaft Irlands. Am 26. Februar 2019 wurde sie für das Turnier um den Algarve-Cup berufen und kam im Turnier zu 2 Einsätzen. Zuvor kam sie auch für die Nachwuchsnationalmannschaft der Altersklasse U-17 zu Einsätzen.

## Sonstiges
Mesjasz spielte neben Fußball bis 2018 aktiv Futsal für die PWSZ Wałbrzych in der European University Sports Association.